# Virginia Slims Masters 1971
Virginia Slims Masters 1971 - жіночий тенісний турнір, що проходив на відкритих кортах з ґрунтовим покриттям Bartlett Park Tennis Center у Сейнт-Пітерсберґу (США). Належав до WT Woman's Pro Tour 1971. Турнір відбувся вперше і тривав з 5 квітня до 11 квітня 1971 року. Кріс Еверт здобула титул в одиночному розряді, але не отримала 2 доларів через свій статус аматорки.

## Фінальна частина

### Одиночний розряд
Кріс Еверт —  Джулі Гелдман 6–1, 6–2
- Для Еверт це був другий титул за сезон і за кар'єру.

### Парний розряд
Франсуаза Дюрр /  Енн Гейдон-Джонс —  Джуді Тегарт-Далтон /  Джулі Гелдман 7–6, 3–6, 6–3

## Розподіл призових грошей
| Дисципліна       | П      | F      | ПФ   | ЧФ   | 1/8  |
| Одиночний розряд | $2,000 | $1,200 | $800 | $500 | $300 |